# Predsjednik Ukrajine
Predsjednik Ukrajine (ukr. президент України) je državni poglavar Ukrajine.
Predsjednika bira narod na direktnim izborima. Bira se na mandat od pet godina na koji može biti biran dva puta. Ustavni sud Ukrajine je ipak dozvolio Leonidu Kučmi da nastupa i treći put, ali je on to odbio.
Ceremonijalna rezidencija predsjednika je Marijinska palača a kancelarije se nalaze u zgradi Administracije u Bankovoj ulici.

## Izbor i zakletva
Svaka osoba birana za ovu funkciju polaže zakletvu pred Verhovnom Radu sljedećim riječima:
Zakletvom rukovodi predsjedavajući Ustavnog suda. Predsjednik zakletvu izgovara držeći ruku na Ustavu i Peresopnickom jevanđelju. Nakon potpisivanja zakletve, predaje je predsjedniku Verhovne Rade.

## Dosadašnji predsjednici Ukrajine
|             |                |              |                 |                  |                    |                 |
| Predsjednik | Leonid Kravčuk | Leonid Kučma | Viktor Juščenko | Viktor Janukovyč | Oleksandr Turčinov | Petro Porošenko |
| od          | 1991.          | 1994.        | 2005.           | 2010.            | 2014.              | 2014.           |
| do          | 1994.          | 2005.        | 2010.           | 2014.            | 2014.              | 2019.           |
| stranka     | nezavisni      | nezavisni    | Naša Ukrajina   | Partija regija   | Domovina           | Solidarnost     |

## Vanjske poveznice
- Službena stranica predsjenika